# UWI Blackbirds
Los UWI Blackbirds, también conocido como Cave Hill Blackbirds, es el equipo atlético oficial que representa a la Universidad de las Indias Occidentales con su sede en Cave Hill en Barbados.

## Deportes
Actualmente el UWI Blackbirds está representado en 13 deportes, los cuales son:
| - Aeróbicos - Baloncesto - Ajedrez - Cricket - Fútbol - Hockey sobre hierba - Tenis | - Netball - Natación - Tenis de Mesa - Taekwondo - Atletismo - Voleibol |

### Fútbol
La sección de fútbol es el UWI Blackbirds FC, la cual milita en la Primera División de Barbados y es la única sección del club que participa a nivel nacional, ya que las demás solo compiten a nivel universitario.